# Eisai
Eisai Co., Lld. (japanska:エーザイ株式会社, Ēzai Kabushiki-gaisha} är ett japanskt forskningsintensivt läkemedelsföreatag. Det har omkring 10.000 anställda och är framför allt inriktat mot neurologi och onkologi.
Eisai är noterat på Tokyobörsen.
Nihon Eisai Co. Ltd. grundades 1941. Ett dotterföretag i USA etablerades 1995.
År 2006 förvärvade Eisai rätten till fyra onkologiprodukter från Ligand Pharmaceuticals.
År 2007 förvärvades Morphotek i Exton i Pennsylvania i USA, ett företag som utvecklar substanser för behandling av cancer, reumatoid artrit och infektionssjukdomar.
År 2007 förvärvade  Eisai MGI Pharma, som specialiserat sig på onkologi.

## Tillverkning
Företaget har tillverkning i Japan, North Carolina (USA), Maryland (USA), Bogor (Indonesia), Suzhou (China), Tainan (Taiwan),  Visakhapatnam (India) och Hatfield, Hertfordshire (UK). 

## Samarbete med BioArctic
Eisai har sedan 2005 ett långsiktigt forskningssamarbetsavtal med svenska BioArctic om utveckling av läkemedel mot Alzheimers sjukdom.